# Arco de los Blanco
El arco de los Blanco es un vestigio de una antigua puerta romana. Originalmente fue conocido como Puerta de Tierra y se situaba inmediata al Castillo de la Villa (Cádiz), en el barrio del Pópulo en la ciudad española de Cádiz. Como ocurrió en el Arco del Pópulo, al vano original se fueron añadiendo distintas construcciones, que transformaron su aspecto primitivo. Sobre la amplia bóveda que conforma el pasadizo, la familia Bianco o Blanco mandó construir una capilla, hoy desaparecida, de la que toma la puerta su nombre actual.

## Historia

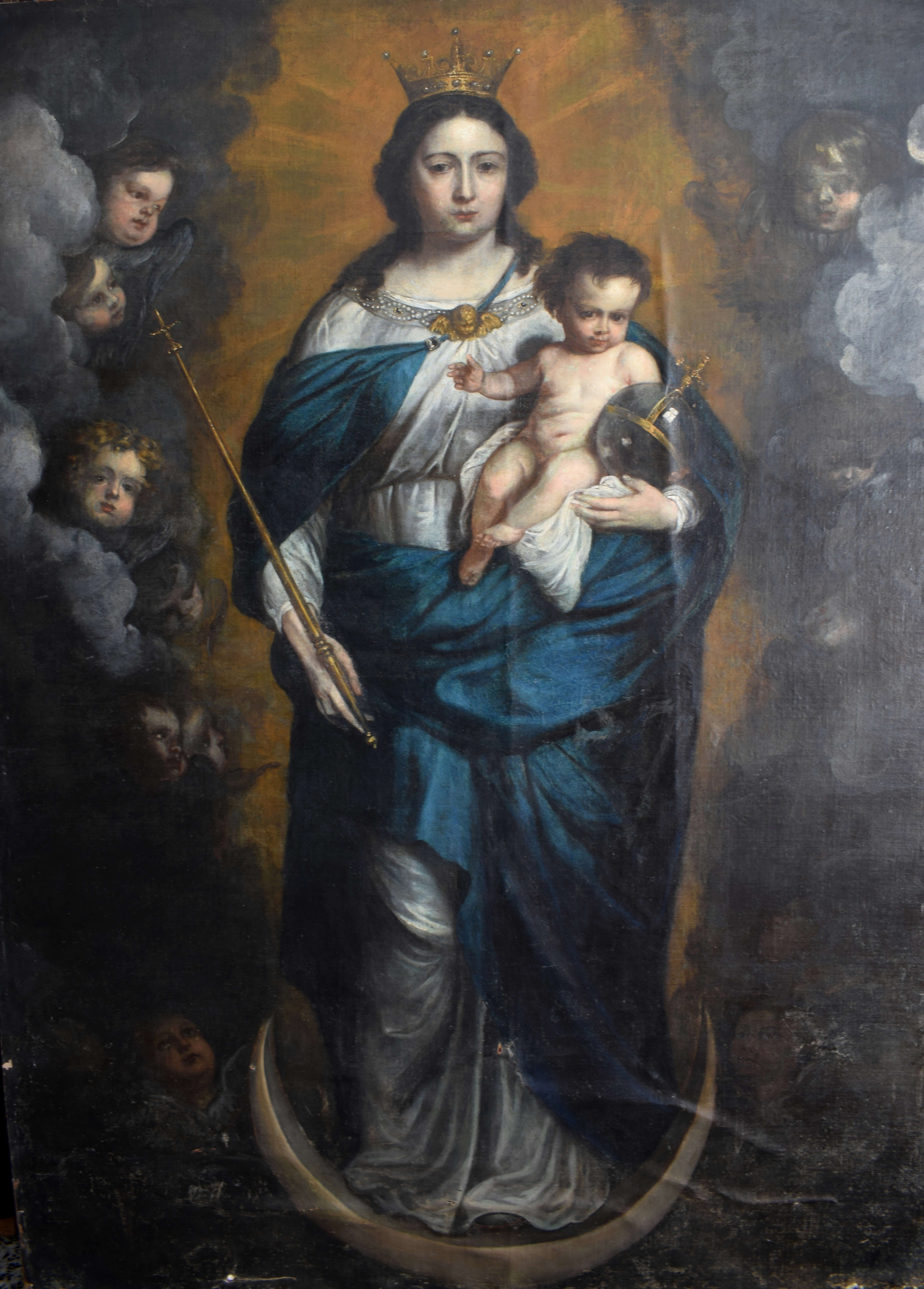
Antiguo lienzo de "Nuestra Señora de los Remedios" de la capilla de los Blanco de Cádiz

La familia de Felipe Blanco levantó en el siglo XVII una capilla dedicada a la Virgen de los Remedios, sobre el arco principal, hoy desaparecida. El pórtico exterior, corresponde a la entrada principal o Puerta de Tierra de la villa medieval, con arcos apuntados, debió de ser construido al tiempo que el resto de la fortificación y la alcazaba. Daba acceso a las carnicerías reales, bajo cuyo solar se han localizado parte de las dependencias anexas a la escena del teatro romano de Gades, sobre los restos de éste. Sólo conserva la parte posterior, ya que su fachada debió de desmontarse en el siglo XVI para dar mayor anchura a la calle.
En su primera época se denominó Puerta de Tierra, porque quedaba frente a la goleta o istmo. Más tarde se la llamó de Santa María, por dar paso a este arrabal. La puerta estaba flanqueada por dos torres, desiguales. La del Sur era uno de los cubos del castillo que contiguo a ella existió (Castillo de la Villa). 
Sobre ella existía una imagen de alabastro de Nuestra Señora de los Remedios, escultura de origen italiano, quizás de mitad del siglo XVI. 
Careciendo de importancia militar la cerca o muralla de la Villa y sus puertas, al no encerrar sino una pequeñísima parte de la ciudad, este arco fue el que sufrió más el abandono, hasta el punto de amenazar ruina, por lo que tuvo que repararse seriamente en 1602.
Hacia 1621 la familia Blanco, una de las principales del comercio de Cádiz y que más tarde tuvo asiento en el Cabildo, solicitó autorización para labrar a su costa una capilla, al igual que se había levantado en la Puerta del Pópulo, edificando sobre la bóveda y entre los torreones.

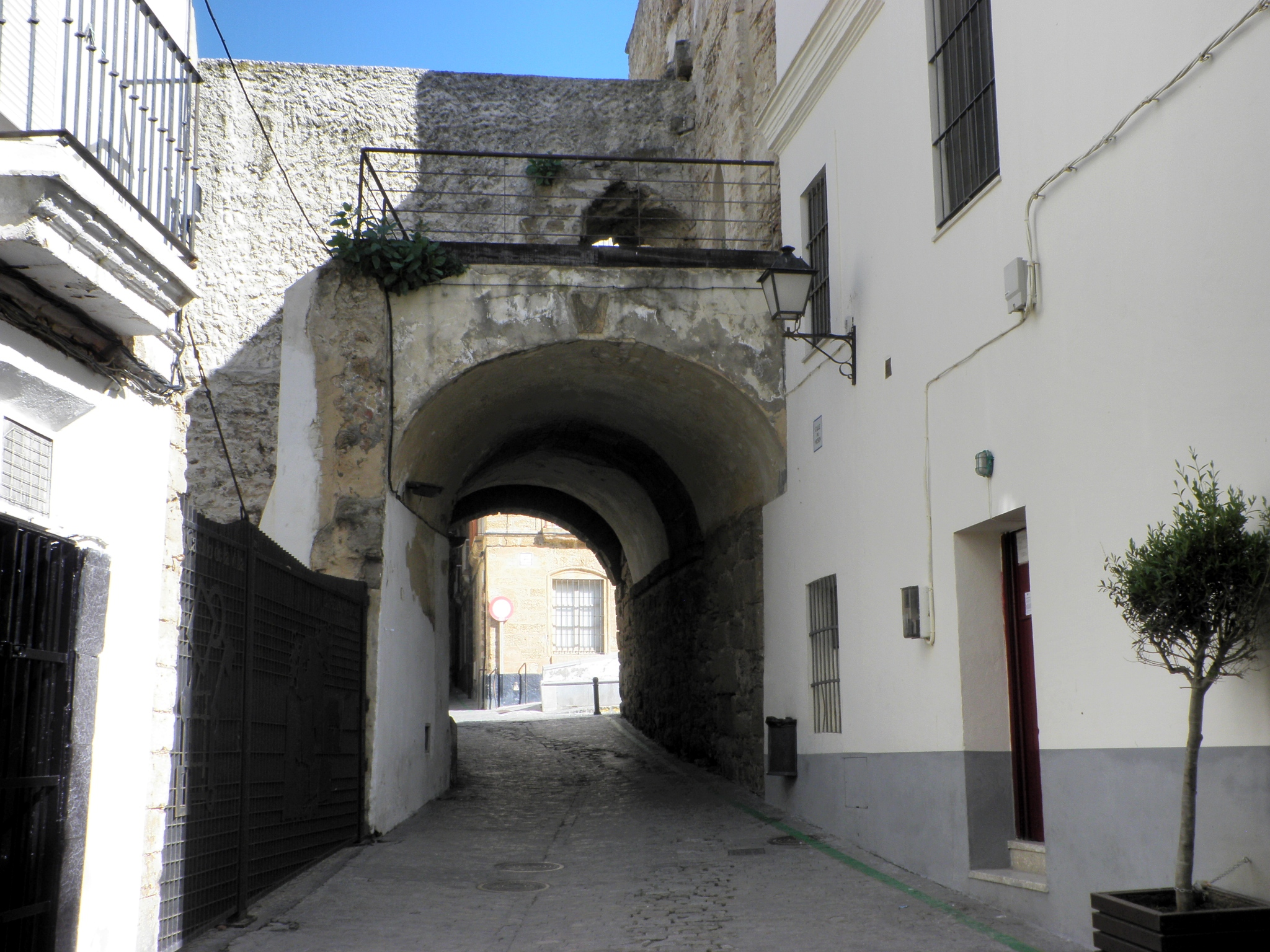
El Arco de los Blanco.

La capilla quedó terminada en 1635, fecha que está indicada en el Ave María que existe en el frente que da a la calle del Mesón Nuevo. Esta capilla se labró formando un tejaroz con espadaña, de modo que quedaba abierto a la calle de la Carnicería o de la Misericordia, en donde lo soportaban tres arcuaciones, descansando en ménsulas y columnas de mármol blanco.
La imagen debió quedar junto a la muralla, sobre el altar adosado a ella. Una sencilla balaustrada remataría el ámbito de la capilla, que limitaban por ambos lados las torres de la puerta. Para la Sacristía se labró un cuarto, gran parte de él ahuecado, por el revés de la muralla, que por esta parte es altísima y rebasa algunos de los edificios de la calle de San Juan de Dios.
En 1642 se autorizó a don Felipe Marzón y Blanco, Caballero Regidor y patrono de este santuario, para que se le formase un balcón volado que llegase hasta la esquina del castillo o torre de la derecha, como ya se ha comentado con anterioridad.
El aspecto sería el de tantas y tantas capillas pensiles como hay por Andalucía: una capillita abierta a la calle con espacio poco más que suficiente para poder oficiar, y amplia balconada en donde poder colocar candelas y mariposeros. 
Siendo de patronato particular, pocas referencias de ella existen en el Archivo Municipal de Cádiz, pero la simple visita hace comprender que, por la primera mitad del siglo XVIII hubo modificaciones de importancia: se colocó un retablo de talla, la imagen se sustituyó por otra de lienzo y en el hueco de la torre izquierda se hizo una capilla con retablo, dedicado a San Raimundo de Peñafort. 
En el siglo XIX se prologó el tejaroz y se tapió la parte que da a la calle, suprimiendo el corredor y quedando el conjunto con el aire amazacotado que tenía hasta su desaparición. Hacia 1810 se le agregaron unas casas, en las que vivía el canónigo que disfrutaba la capellanía.

## Protección
El Conjunto Arqueológico del Arcos de los Blanco, está declarado Bien de Interés Cultural con la categoría de Monumento (código: 110120048), e incluido dentro de la zona arqueológica del término municipal de Cádiz (código: 110120073). Bajo la protección de la Declaración genérica del 'Decreto de 22 de abril de 1949, y la Ley 16/1985 sobre el Patrimonio Histórico Español.